# Amen (Francesco-Gabbani-Lied)
Amen ist ein Popsong des italienischen Musikers Francesco Gabbani aus dem Jahr 2015. Komponiert und getextet wurde er von Gabbani und Fabio Ilacqua. Gabbani gewann mit dem Titel beim Sanremo-Festival 2016 in der Newcomer-Kategorie.

## Hintergrund
Gabbani veröffentlichte das Lied am 27. November 2015 als Download und erste Auskopplung aus seinem zweiten Studioalbum Eternamente ora. Am Abend des gleichen Tages wurde im Fernsehprogramm Rai 1 der Wettbewerb #SG – Sanremo Giovani ausgestrahlt, in dessen Rahmen eine Jury Kandidaten für die Kategorie Nuove Proposte des nächsten Sanremo-Festivals auswählte. Gabbani gewann diesen Wettbewerb.
Am 11. Februar 2016 präsentierte er sein Lied zum ersten Mal im Rahmen des Sanremo-Festivals. Während seines Duells kam es zu einem technischen Fehler, der dazu führte, dass die Stimmen der Pressevertreter falsch gezählt wurden und zunächst fälschlich die Sängerin Miele als Siegerin ausgerufen wurde. Erst später am Abend wurde die Abstimmung der Presse wiederholt und schließlich das Ergebnis revidiert. Tagsdarauf gewann Gabbani das Finale des Wettbewerbs Nuove Proposte. Weiter erhielt er den Premio della Critica Mia Martini sowie für den Text von Amen den Premio Sergio Bardotti.

## Musikvideo
Das Musikvideo wurde im Marmorsteinbruch Calacata Borghini in der Nähe von Gabbanis Heimatstadt Carrara gedreht. Regisseur ist Daniele Barraco. Es wurde am 1. Dezember 2015 auf der Videoplattform VEVO veröffentlicht und bislang 13,1 Millionen Mal aufgerufen (Stand: 18. März 2017).

## Kommerzieller Erfolg

### Chartplatzierungen
Nach der Veröffentlichung im November 2015 blieb messbarer kommerzieller Erfolg aus. Erst nach Gabbanis Sieg beim Sanremo-Festival stieg die Aufnahme am 18. Februar 2016 in die italienischen Singlecharts auf Platz 14 ein.
| ChartsChartplatzierungen | Höchstplatzierung | Wochen |
| ------------------------ | ----------------- | ------ |
| Italien (FIMI)           | 14 (14 Wo.)       | 14     |

### Auszeichnungen für Musikverkäufe
Sechs Wochen nach der Erstplatzierung wurde sie mit einer Goldenen Schallplatte ausgezeichnet, nach weiteren 20 Wochen erreichte sie Platinstatus.
| Land/Region    | Auszeichnungen für Musikverkäufe (Land/Region, Auszeichnung, Verkäufe) | Verkäufe |
| -------------- | ---------------------------------------------------------------------- | -------- |
| Italien (FIMI) | Platin                                                                 | 50.000   |
| Insgesamt      | 1× Platin ·                                                            | 50.000   |

## Belege
1. ↑  Chartplatzierung in Italien. In: officialcharts.com. Abgerufen am 17. Juli 2025 (italienisch).
2. 1 2  Certificazione. In: fimi.it. Abgerufen am 17. Juli 2025 (italienisch).